# The Albion Band
The Albion Band — британський фолк-роковий гурт, заснований 1972 року.
Гурт засновано 1972 року під назвою Albion Country Band. До оригінального складу входили Ешлі Хатчінгс (бас-гітара), Ройстон Вуд (вокал), Сью Дрейхейм (скрипка), Стів Ешлі (гітара), Саймон Нікол (гітара) та Дейв Меттекс (барабани). Хатчінгс до цього грав в гурті Steeleye Span, а також разом із Ніколом та Меттексом — в колективі Fairport Convention. 1971 року він використовував назву «Albion» для запису альбому No Roses своєї дружини Ширлі Коллінз, але цього разу вирішив створити повноцінний гурт, який виконував би фолкмузику.
Перша інкарнація Albion Country Band проіснувала близько пів року та розпалася. Після цього було зібрано другий склад, до якого увійшли Хатчінгс, Нікол, Роджер Своллоу, Мартін Карті, Сью Харріс та Джон Кіркпатрік. 1973 року вони записали єдиний альбом Battle of the Field, але також розпалися, а платівка вийшла лише 1976 року.
Хатчінгс, Нікол та Меттекс заснували новий колектив Etchingham Steam Band, який невдовзі змінив назву на Albion Dance Band, а потім — на Albion Band. Вони співпрацювали з Ширлі Коллінз та багатьма іншими виконавцями, записуючи як традиційні фолк-композиції, так і оригінальні пісні. Загалом частиною колективу протягом 1980-х років було понад 100 музикантів, але незмінним керівником колективу залишався Ешлі Хатчінгс. 